# هنری کارتن دی ویارت
هنری کارتن دی ویارت (انگلیسی: Henry Carton de Wiart; ۳۱ ژانویهٔ ۱۸۶۹ – ۶ مهٔ ۱۹۵۱) نخست وزیربلژیک در فاصله ۱۹۲۰ تا ۱۹۲۱ بود.او در بروکسل به دنیا آمد و حقوق خواند و وکیل شد.او علاوه بر نخست وزیری از سال ۱۹۲۰ تا ۱۹۲۱ در دولت اتحادیه ملی (دموکرات های مسیحی، لیبرال ها و سوسیالیست ها)، از سال ۱۹۱۱ تا ۱۹۱۸ به عنوان وزیر دادگستری و از سال ۱۹۲۸ تا ۱۹۳۵ به عنوان نماینده بلژیک در جامعه ملل خدمت کرد.او وزیر رفاه اجتماعی از ۱۹۳۲ تا ۱۹۳۴ نیز بود.او دوباره در سال ۱۹۵۰ برای مدت کوتاهی وزیر دادگستری شد.ژنرال بریتانیایی سر آدریان کارتن دی ویارت (۱۸۸۰-۱۹۶۳) پسر عموی هنری کارتن دی ویارت بود.